# Vier Bücher (Konfuzianismus)
Die Vier Bücher (chinesisch 四書 / 四书, Pinyin Sì Shū) sind vier kanonische Bücher der konfuzianischen Lehre, die der Neokonfuzianer Zhu Xi in der Zeit der Song-Dynastie zusammenstellte. Es sind dies:
- Das Große Lernen (大學 / 大学,  Dà Xué)
- Die Analekten des Konfuzius (論語 / 论语,  Lúnyŭ)
- Mitte und Maß (中庸 / 中庸,  Zhōng Yōng)
- die Werke von Mengzi (孟子,  Mèngzĭ)

Seit etwa dem 12. Jahrhundert wurden die Fünf Klassiker als klassischer konfuzianischer Kanon durch die Vier Bücher ersetzt.

## Abgrenzung
Nicht zu verwechseln sind die Vier Bücher mit den Vier klassischen Romanen.